# 勒弗勒内杜瓦桑
勒弗勒内杜瓦桑（法語：Le Freney-d'Oisans，法語發音：[lə fʁənɛ dwazɑ̃]）是法国伊泽尔省的一个市镇，属于格勒诺布尔区。

## 地理
勒弗勒内杜瓦桑（45°2'41"N, 6°7'32"E）面积14.54 平方千米，位于法国奥弗涅-罗讷-阿尔卑斯大区伊泽尔省，该省份为法国东南部内陆省份，北起顺时针与安省、萨瓦省、上阿尔卑斯省、德龙省、阿尔代什省、卢瓦尔省和罗讷省。
与勒弗勒内杜瓦桑接壤的市镇（或旧市镇、城区）包括：沃雅尼、欧里斯、上瓦桑地区克拉旺、于埃兹、米佐安、奥镇、莱德萨尔普。

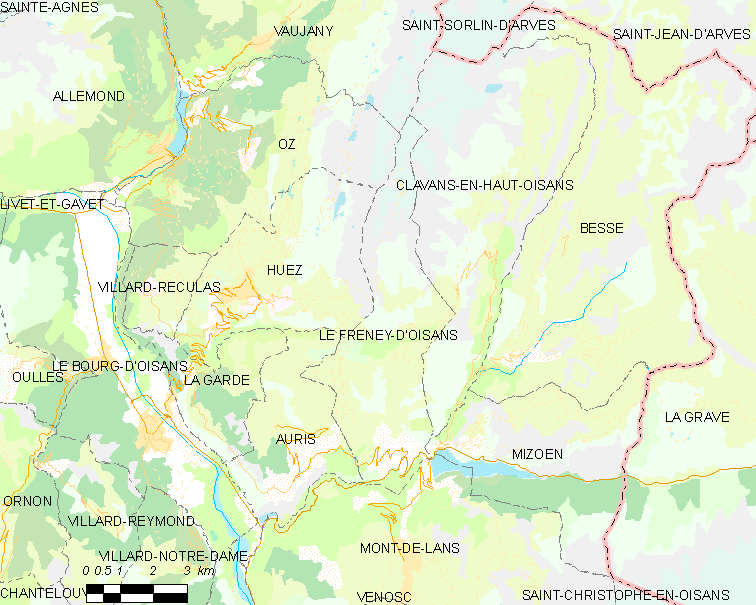
勒弗勒内杜瓦桑的OSM定位图

勒弗勒内杜瓦桑的时区为UTC+01:00、UTC+02:00（夏令时）。

## 行政
勒弗勒内杜瓦桑的邮政编码为38142，INSEE市镇编码为38173。

## 政治
勒弗勒内杜瓦桑所属的省级选区为瓦桑-罗曼什县。

## 人口

1962-2008年间勒弗勒内杜瓦桑人口变化图示

勒弗勒内杜瓦桑于2022年1月1日时的人口数量为255人。